# Kril
Kril (svjetlari, lat. Euphausiacea) je norveška riječ koja doslovno prevedena znači "hrana kitova", a označava red planktonskih rakova iz reda Malacostraca.

## Opis vrste
Najpoznatija je vrsta antarktički kril (Euphausia superba). Pojavljuje se u divovskim jatima. Njegova se biomasa procjenjuje na 100 – 800 milijuna tona, pa je prema tome vjerojatno najuspješnija životinjska vrsta na Zemlji (za usporedbu, ukupna količina izlova ribe na svijetu iznosi oko 100 milijuna tona). 
On predstavlja osnovu cijelog ekosistema antarktika i glavni izvor hrane kitova, tuljana,  pingvina, lignji, albatrosa i drugih ptica. Kril naraste do 6 cm, teži 2 grama i vjerojatno može doživjeti oko 6 godina. Koža im je prozirna pa se nazire zeleni "želudac", znak kako se hrani pretežno fitoplanktonom i to dominantno algama kremenjašicama koje filtrira iz vode fascinirajućim košaricama za lov. 
Kril pretvara direktno primarni proizvod u relativno veliku životinjicu. Kril također može žeti fitoplankton direktno s donje strane ledenih santi. Na očima ima organe koji svjetlucaju žutozeleno svjetlo (bioluminiscencija) pa ih zato zovu još i svjetlucavi račići.

## Vanjske poveznice
|  | Zajednički poslužitelj ima još gradiva o temi Euphausiacea |
|  | Wikivrste imaju podatke o taksonu Euphausiacea             |